# Duleabî, Berejanî
Duleabî (în ucraineană Дуляби) este un sat în comuna Naraiv din raionul Berejanî, regiunea Ternopil, Ucraina.

## Demografie
Componența lingvistică a localității Duleabî
     Ucraineană (100%)
Conform recensământului din 2001, toată populația localității Duleabî era vorbitoare de ucraineană (100%).